# Ambohitrandrimanitra
Ambohitrandrimanitra è una città e comune del Madagascar situata nel distretto di Manjakandriana, regione di Analamanga. 
La popolazione del comune rilevata nel censimento 2001 era pari a 8 120 unità.